# FCバルセロナ・ベイスボル
FCバルセロナ（Fútbol Club Barcelona）は、かつてスペイン・カタルーニャ州バルセロナ県バルセロナに本拠地を置いていた野球チーム。総合スポーツクラブであるFCバルセロナの野球部門だった。1941年に設立されたが、2011年に解散した。ディビシオン・デ・オノールでは歴代最多の18回の優勝を誇る。

## タイトル

### 国内タイトル
- ディビシオン・デ・オノール: 18回
  - 1946, 1947, 1956, 1961, 1964, 1965, 1969, 1975, 1976, 1978, 1983, 1986, 1995, 1996, 2002, 2003, 2004, 2011
- コパ・カタルーニャ: 3回
  - 2006, 2007, 2008
- スーペルコパ・デ・カタルーニャ: 1回
  - 2006

### 国際タイトル
- CEBカップ（英語版）: 2回
  - 2007, 2008